# Martin Apelt
Martin Apelt (* 2. Oktober 1961 in Sulingen) ist ein deutscher Dramaturg und Schauspieldirektor.

## Leben
Im Zuge seines Studiums der Angewandten Theaterwissenschaften in Gießen (Diplom 1989) wurden Andrzej Wirth, Hans-Thies Lehmann, Adolf Dresen, Heiner Müller, Klaus Zehelein und Anna Viebrock zu Apelts prägenden Vorbildern. In der Studienzeit erfolgten erste Arbeiten als Kostüm- und Bühnenbildner am Stadttheater Gießen. Stationen als Dramaturg waren das Deutsche Theater Göttingen, das Landestheater Eisenach, die Theater Bielefeld und das Theater Konstanz. Als Chefdramaturg arbeitete er am Theater Dortmund sowie am Staatstheater Mainz, wo ihm die Leitung der Sparte Schauspiel oblag. Schauspieldirektor war er am Stadttheater Gießen und am Staatstheater Darmstadt. In seinen Spielplänen verantwortete er Auftragswerke sowie Ur- und Erstaufführungen zeitgenössischer Dramatik von Daniel Call, Kurt Drawert, Wilhelm Genazino, Lutz Hübner, Thomas Jonigk, Rebekka Kricheldorf, Andreas Jungwirth, Lukas Linder, Robert Menasse, Simone Meyer, Wajdi Mouawad, Fausto Paravidino, Peter Schanz, Lot Vekemans, Urs Widmer u. a. Dabei bildete die szenische Umsetzung nichtdramatischer Werke ebenso einen Schwerpunkt wie das Auffinden und Etablieren neuer Aufführungs- und Spielorte als Gegenentwurf zur traditionellen Guckkasten-Ästhetik.
Seit der Spielzeit 2020/21 ist Apelt Schauspieldirektor des Schleswig-Holsteinischen Landestheaters.
Martin Apelt ist Mitglied der Deutschen Akademie der Darstellenden Künste.

## Aufsatz
- Martin Apelt: Die Geburt des postdramatischen Theaters beim Schneeschaufeln im Vogelsberg. In: Patrick Primavesi, Olaf A. Schmitt (Hrsg.): Aufbrüche. Theaterarbeit zwischen Text und Situation. Hans-Thies Lehmann zum 60. Geburtstag / Theater der Zeit. (= Theater der Zeit / Recherchen. 20). Berlin 2004, ISBN 3-934344-39-9, S. 15–17.